# Lönnrotinpuisto
Le parc de Lönnrot (finnois : Lönnrotinpuisto) est un parc du  Quartier VI de Turku en Finlande.

## Présentation
Le parc presque triangulaire est situé dans le centre-ville  entre les rues Aninkaistenkatu, Eerikinkatu et le fleuve Aura. 
Le parc est nommé en l'honneur de Elias Lönnrot et sa superficie est de 4 300 m2.